# Informationsmodell der Polizei
Das Informationsmodell der Polizei (IMP) ist ein konzeptionelles Datenmodell, das den fachlich konsistenten Kern der polizeilichen IT Anwendungen der Teilnehmer des INPOL Verbundes repräsentiert. Es wurde im Rahmen einer Gesamtinitiative XPolizei entwickelt – angelehnt an die Deutschland-Online Standardisierung unter Beauftragung der Ständigen Konferenz der Innenminister und -senatoren der Länder der Bundesrepublik Deutschland. Die Entwicklung erfolgte nach den Vorgaben des XÖV Frameworks.

## Zweck
Das Informationsmodell der Polizei wird in UML abgebildet. Es repräsentiert die polizeilichen Objekte als aggregierte Kernkomponenten nach dem Vorbild der UN/CEFACT-Standardisierung. Gleiche Datendefinitionen finden somit als projektspezifische Nachrichten in verschiedenen Implementierungen und Prozessen Anwendung. Das Informationsmodell der Polizei dient als semantischer Kern zur Optimierung der Interoperabilität polizeilicher IT-Systeme. Technische Ableitungen und Transformationen basieren auf den dort festgelegten Klassen und Beziehungen.
Das IMP Basismodell stellt eine objektbasierte Abbildung polizeilich relevanter Artefakte wie Personen, Ereignisse und Gegenstände dar. Mit Hilfe von Beziehungen werden diese Gegenstände in einen bewerteten Kontext gebracht, der die polizeiliche Erkenntnis darstellt. Diese Art der Informationsrepräsentation ermöglicht eine flexible, aber dennoch einheitliche Darstellung von Sachverhalten. Sie wird bereits seit Mitte der 70er Jahre in polizeilichen Datenbanken angewendet.

## Entstehung
Die Entwicklung des Informationsmodells der Polizei erfolgte 2009 in einem gemeinsamen Projekt aller Teilnehmer des deutschen Polizeilichen Informationsverbundes INPOL unter Federführung des Bundeskriminalamtes. Basierend auf den Ergebnissen einer bundesweiten Bestandsaufnahme aller IT-Verfahren innerhalb der Polizeien wurde ein konsolidierter Kern entwickelt. Dieser wurde im Rahmen von Expertendiskussionen zu einem fachlich konsistenten Entwurf eines umfassenden Informationsmodells weiterentwickelt.
Das Informationsmodell wird im Rahmen einer bundesweiten Arbeitsgruppe aller INPOL-Teilnehmer als permanenter Arbeitsprozess fortentwickelt.